# Декупаж

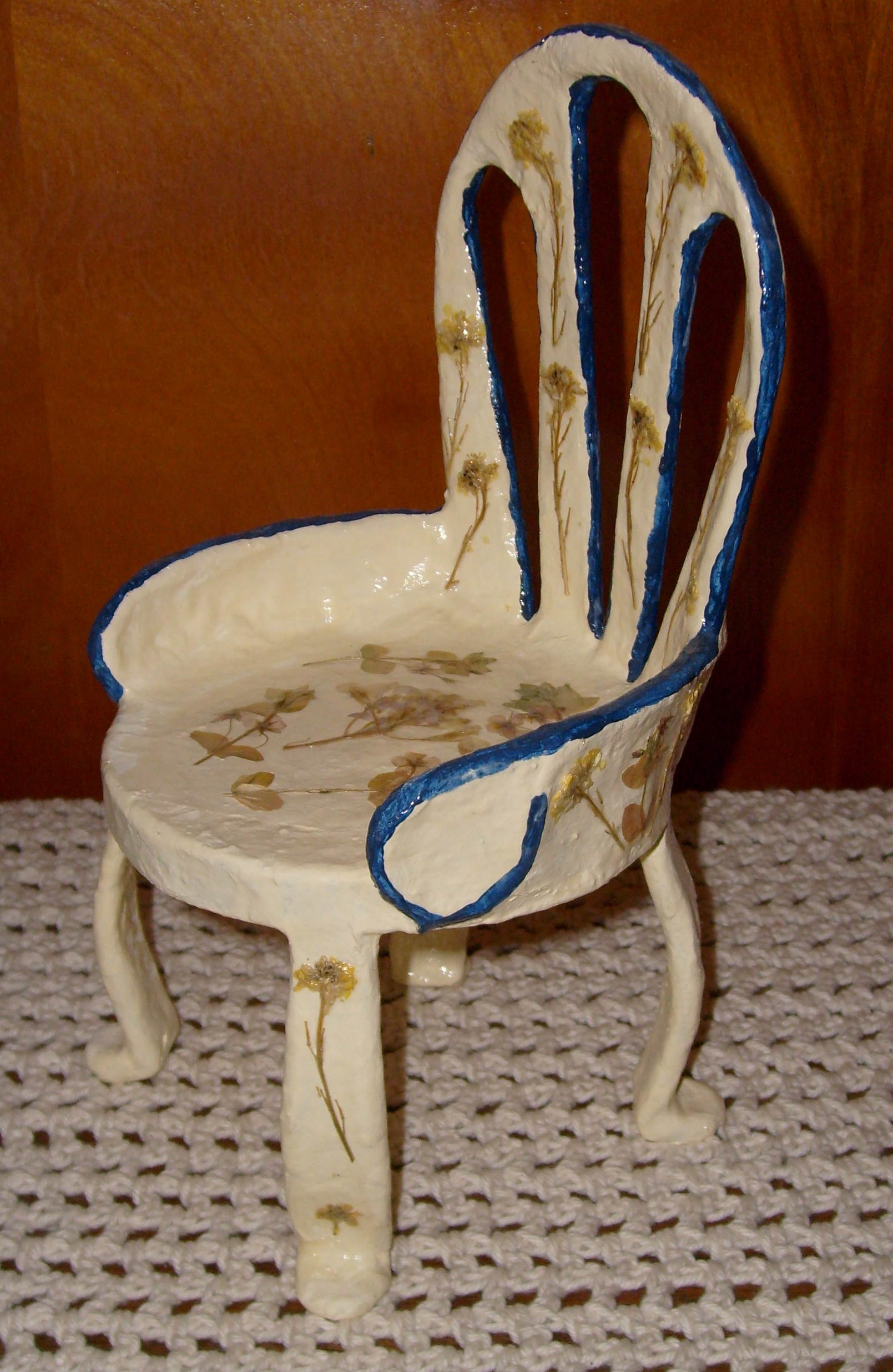
Миниатюрный стул, декорированный в технике деколлажа

Декупа́ж (фр. découpage — разрезание, вырезание) — техника вырезания ажурного изображения, при которой в композиции активно используются и фигура, и остатки материала в виде фона, сохраняющие силуэт вырезанной фигуры. При этом появляется возможность создания «игры фигуры и фона», которую часто используют художники. Однако такие приёмы важно отличать от коллажа и мозаики, в частности инкрустации, интарсии или маркетри. Тем не менее в массовой культуре в настоящее время значение термина «декупаж» как частного технического приёма аппликации необоснованно расширяют вплоть до отождествления с общим понятием инкрустации или декоративного приёма деколлажа.

## Техника
Для создания изображения в технике декупажа пользуются ножом, ножницами, цветной бумагой или «калькой» для перевода полученной фигуры в более твёрдые материалы. В технике декупажа часто используют различные шаблоны и трафареты, предполагающие последующую аппликацию. Полученные изображения иногда наклеивают или отпечатывают на какие-либо изделия. В этих случаях способ декорирования называется деколлажем. На изделиях из фарфора — декалькоманией (по принципу «переводной картинки»).

## История техники
Истоки декупажа восходят к раннему Средневековью. Похожие приёмы, как составляющие технику аппликации, упоминаются в конце XV века в Китае, где вырезанные картинки стали использовать для украшения мебели. В XVII веке в странах Западной Европы в моду входила мебель «шинуазри», украшенная инкрустациями в китайском или японском стиле. Венецианские мастера искусно вырезали изображения, наклеивали их на поверхность мебели и покрывали тридцатью-сорока слоями защитного лака, придававшими изображению иллюзорную глубину.
Декупаж был моден при дворе французского короля Людовика XVI. Мария Антуанетта и придворные дамы велели использовать подобные приёмы для украшения мебели. Художественный приём «игры фигуры и фона» породил новую разновидность техники, получившую название «декупюр» (фр. découpure). Многократно повторяющиеся элементы изображения, вырезанные по шаблону, меняются местами, поворачиваются вокруг оси симметрии. Декупюры использовали для создания анаморфоз, различного рода обманок, построения орнаментальных рядов и раппо́рта из повторяющихся элементов, симметрично удвоенных (симультанных) изображений. Подобные приёмы использовал знаменитый французский мастер-мебельщик второй половины XVII века Андре-Шарль Буль. Мастер складывал в один «пакет» эффектно контрастирующие по цвету и фактуре материалы: красную медь, жёлтую латунь, серебро или матовое олово, тёмно-вишнёвый с разводами панцирь черепахи, слоновую кость и сияющий перламутр. Затем он выпиливал по заранее приготовленным шаблонам рисунок, применяя инверсию, или декупюр: он менял местами «первую фигуру» (première partie) и фон (contrapartie) одного и того же рисунка, чередуя светлые и тёмные тона.
В Англии декупаж стал доступен широким слоям населения в Викторианскую эпоху, когда в большом количестве появились сборники образцов с отпечатанными листами для вырезания, и декупаж проник почти в каждый дом. К середине XIX века это увлечение стало массовым. В основном использовались сентиментальные картинки: цветы, пасторальные сценки, ангелочки. Из Англии мода на декупаж в качестве хобби проникла в Америку, где декупажи были широко распространены между Первой и Второй мировыми войнами.
Среди знаменитостей, увлекавшихся декупажем, — королева Франции Мария Антуанетта, Мадам де Помпадур, лорд Байрон, Матисс и Пикассо.

### Иконопись

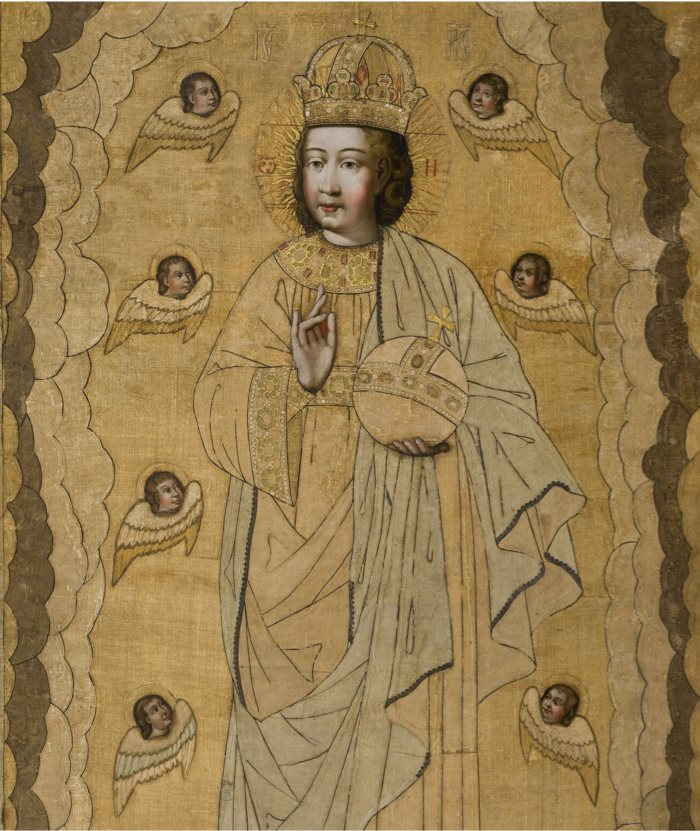
Икона «Спас Эммануил»

Вариант техники декупажа встречается в русской иконописи: техника называется обычно аппликацией на деревянную основу. Эта декоративная техника заключается в скрупулёзном вырезании изображений из различных материалов (дерева, кожи, тканей, бумаги), которые затем наклеиваются или прикрепляются иным способом на различные поверхности. В России такая техника до XVII века не была известна, с ней познакомили мастеров Оружейной палаты западно-европейские мастера. В такой технике выполнена, в частности, икона «Спас Эммануил» из собрания Государственного исторического музея.

## Современность

Украшение шкатулки в технике декупажа

Декор разделочной доски

В наше время эта старинная техника вновь стала модной, она используется в различных странах при декорировании сумочек, шляпок, подносов, ёлочных украшений, солнечных часов, шкатулок, посуды, упаковок и так далее, а также при создании эксклюзивных предметов интерьера, при оформлении одежды и изготовлении модных аксессуаров.
Сейчас к традиционной технике добавился декупаж из салфеток, из тканей и на тканях, внедрены компьютерные новшества, позволяющие использовать трёхмерный декупаж, а также отпечатанные на принтере или на копире картинки различного содержания.
Кроме того, активно применяются так называемые рисовые и декупажные карты. Это специальным образом подготовленные изображения, напечатанные типографским способом на специальной бумаге.
Разнообразие материалов, появляющихся в продаже, позволяет декорировать любую поверхность: свечи, керамику, ткань, дерево, металл и прочее. А использование различных техник, таких как золочение, состаривание (браширование, кракле, шебби), художественный декупаж, объёмный декупаж (с применением модельной массы и других материалов) дают неограниченный простор для фантазии.
Возрождение давней традиции декупажа заметно повлияло на увеличение числа мастеров, занятых в этой старинной технике.

### Виды декупажа
Существует пять основных видов декупажа: прямой (классический), обратный, объёмный, дымчатый (художественный), декопатч.

### Стили декупажа
В настоящее время в декупаже популярны такие стили: прованс, викторианский стиль, кантри, шебби-шик, симплисити, милитари, этно. Это обусловлено в первую очередь текущими тенденциями в стилистике интерьеров.